# آن چانگ-ریم
آن چانگ-ریم (انگلیسی: An Chang-rim؛ زادهٔ ۲ مارس ۱۹۹۴) جودوکار اهل کره جنوبی است.